# George Bird Grinnell

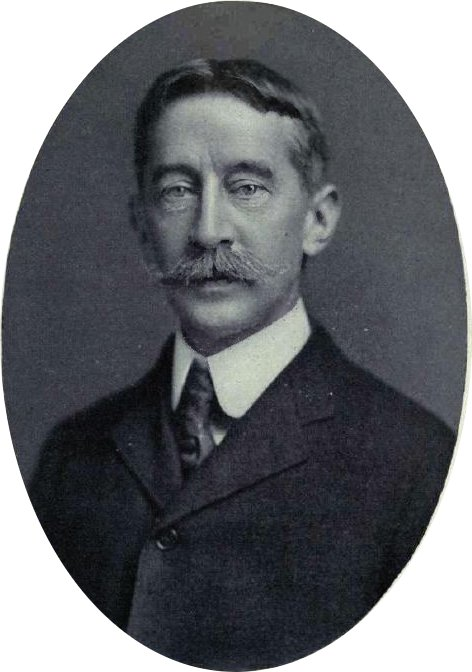
George Bird Grinnell

George Bird Grinnell (* 20. September 1849 in Brooklyn, New York; † 11. April 1938 in New York City) war ein amerikanischer Naturwissenschaftler, Historiker, Ethnologe und Autor. Er setzte sich für Naturschutz und die Bewahrung der Kultur der Indianer ein. Als sein größter Erfolg gilt der Schutz des Amerikanischen Bisons, nachdem die Herden mit mehreren Millionen Tieren in den 1860er Jahren vernichtet worden waren.

## Leben
George Bird Grinnell entstammte einer wohlhabenden und politisch einflussreichen Familie, seine Eltern waren George Blake und Helen Lansing Grinnell. Er studierte in Yale, erwarb 1870 seinen Bachelor of Arts und promovierte 1880 zum Ph. D. in Zoologie. Nach seinem ersten Abschluss ging er in den Westen, wo er 1872 an der letzten großen Bison-Jagd der Pawnee-Indianer teilnehmen konnte. 1874 war er im Staatsdienst als Wissenschaftler an der Expedition George Armstrong Custers zu den Black Hills beteiligt, bei der Custer rechtswidrig in das exklusive Jagdrevier der Lakota-Sioux eindrang und in den Bergen Goldvorkommen entdeckte und untersuchte. Zwei Jahre später war er eingeladen, lehnte aber ab, an der Nachfolge-Expedition Custers teilzunehmen, die zur Schlacht am Little Bighorn River, dem Tod Custers und der Vernichtung des 7. Kavallerie-Regiments führte. 1875 nahm er an einer Expedition in den 1872 gegründeten Yellowstone-Nationalpark teil. Grinell war mit Elizabeth Kirby Curtis (1876–1960) verheiratet, der Witwe des jung verstorbenen Emery Leverett Williams.

### Autor und Naturschützer
1876 übernahm er die Herausgeberschaft der Zeitschrift Forests and Streams, die literarische Beiträge über Jagd, Angeln und das Leben in und mit der Natur veröffentlichte und einer romantischen Naturbetrachtung verschrieben war. Hier publizierte er über die Yellowstone-Expedition seine ersten Beiträge mit einem Fokus auf Naturschutz und Bewahrung natürlicher Ressourcen. 1885 kam er erstmals in die Rocky Mountains in Montana nahe der kanadischen Grenze und war begeistert von der majestätischen Berglandschaft. Er kam aber auch in näheren Kontakt mit den Indianern der Region und der Verwaltung der Reservate durch das Bureau of Indian Affairs.
1886 gründete er den Vorläufer der Audubon Society als ornithologische Fachgesellschaft mit starkem Aspekt auf den Schutz der Vogelwelt, im Gegensatz zur bestehenden American Ornithologists' Union, die die Jagd auf Vögel im Interesse der wissenschaftlichen Datensammlung proklamierte.
Im folgenden Jahr war er Mitgründer des Boone and Crockett Clubs, einer Gesellschaft für verantwortungsvolle Jagd, Natur- und Landschaftsschutz, die der spätere US-Präsident Theodore Roosevelt, Soldat und Pfadfinder-Gründer Frederick Russell Burnham, General William Tecumseh Sherman, der spätere Gründungsdirektor des U.S. Forest Service Gifford Pinchot und Grinnell ins Leben riefen.

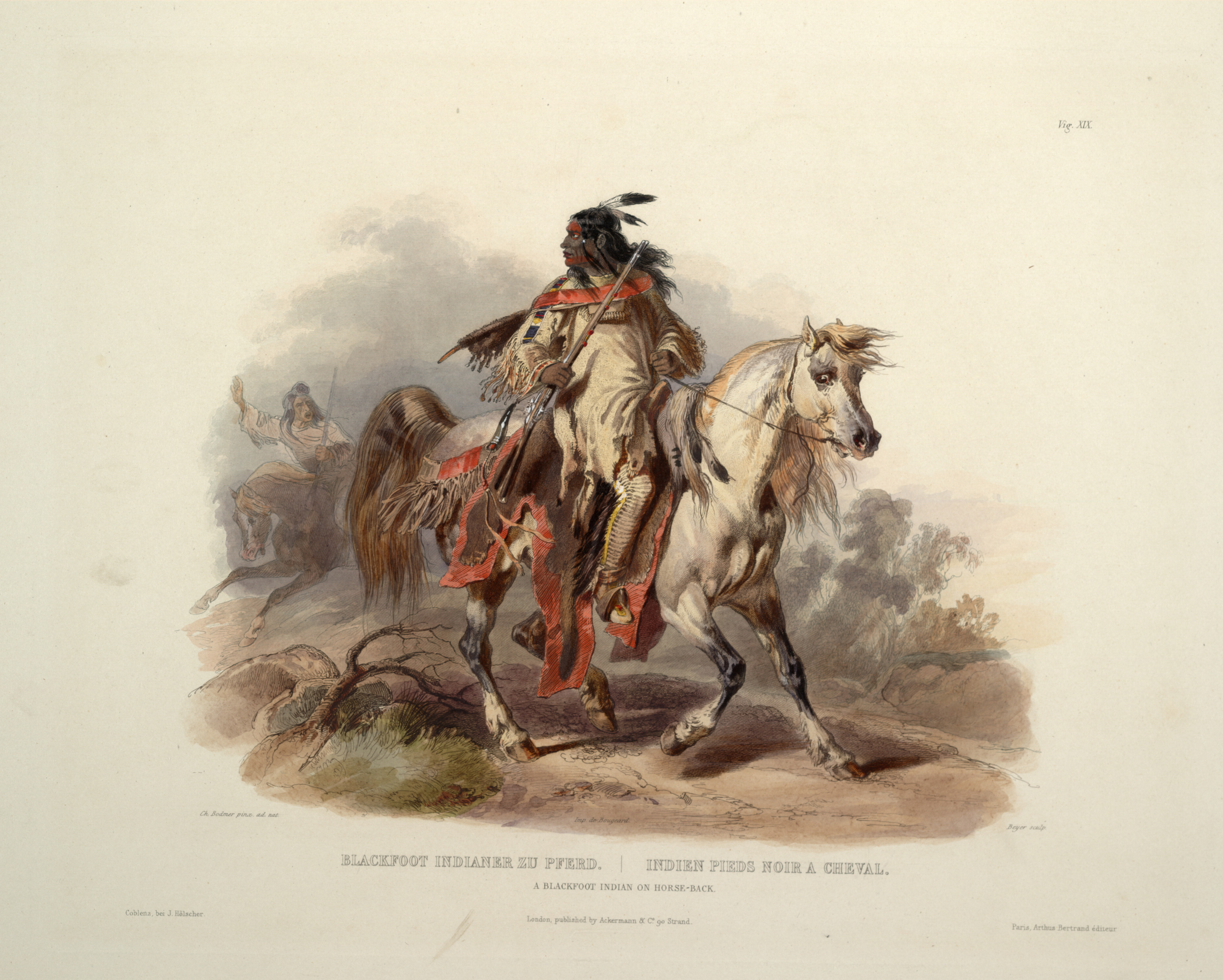
Ein Blackfoot-Indianer, Aquarell von Karl Bodmer, 1840er Jahre

1895 war er wieder in Montana und wurde auf Wunsch der Blackfoot-Indianer, mit denen er seit mehreren Jahren ein enges Verhältnis hatte, in eine Regierungskommission berufen, die einen Vertrag über die Abtretung des Gebirgs-Anteils des Blackfoot-Reservates an die Bundesregierung gegen die Versorgung der Blackfoot mit Lebensmitteln und einem Treuhandvermögen von 1,5 Millionen Dollar aushandelte. Das Reservat hatte die Ebenen östlich der Rocky Mountains und die Berge bis zum Hauptkamm umfasst. Die Regierung wollte die Berge eigentlich zum Bergbau freigeben, weil Mineralienlagerstätten in ihnen vermutet wurden. Grinnell glaubte aufgrund seiner guten Kenntnisse der Berge nicht an ergiebige Lagerstätten und plante die Ostflanke der nördlichen Rocky Mountains mit dem Waldschutzgebiet zu vereinen, das Gifford Pinchot und der Naturphilosoph und -schützer John Muir gerade angrenzend auf der Westflanke des Gebirges vorbereiteten. 1897 rief Präsident Grover Cleveland dann die umfassende Lewis and Clark Forest Reserve aus. Grinnell plante bereits weiter und forderte einen Nationalpark in den nördlichen Rocky Mountains.
Er war Mitglied der Harriman-Alaska-Expedition von 1899, die die Küstengewässer Alaskas zum Teil erstmals wissenschaftlich untersuchte. Ab 1910 gab er die Berichte der wissenschaftlichen Teilnehmer heraus. Außerdem schrieb er verschiedene Bücher über die Jagd.

### Kultur der Prärie-Indianer
Seit 1889 schrieb er über Leben und Kultur der Prärie-Indianer. Beginnend mit einem Werk über die Pawnees, in dem er die Wiedergabe von Mythen und Legenden des Volkes mit eigenen Berichten über seine Lebensweise mischte, folgte 1892 ein ähnliches Buch über die Blackfoot. 1893 rief er zur Durchsetzung der bestehenden Alkoholverbote in Indianer-Reservaten auf und verfasste ab 1895 mehrere übergreifende Werke über Indianerkultur.
Ab 1899 verfasste er eine Reihe von insgesamt acht Kinder- und Jugendbüchern über das Leben im Westen der Vereinigten Staaten, über Indianer und die Zeit der Cowboys, die schon beinahe Vergangenheit war. Er hielt vielfältige Vorträge über Indianer-Kulturen und engagierte sich gegen Korruption und Missmanagement in den Reservaten.

### Schutz der Bisons

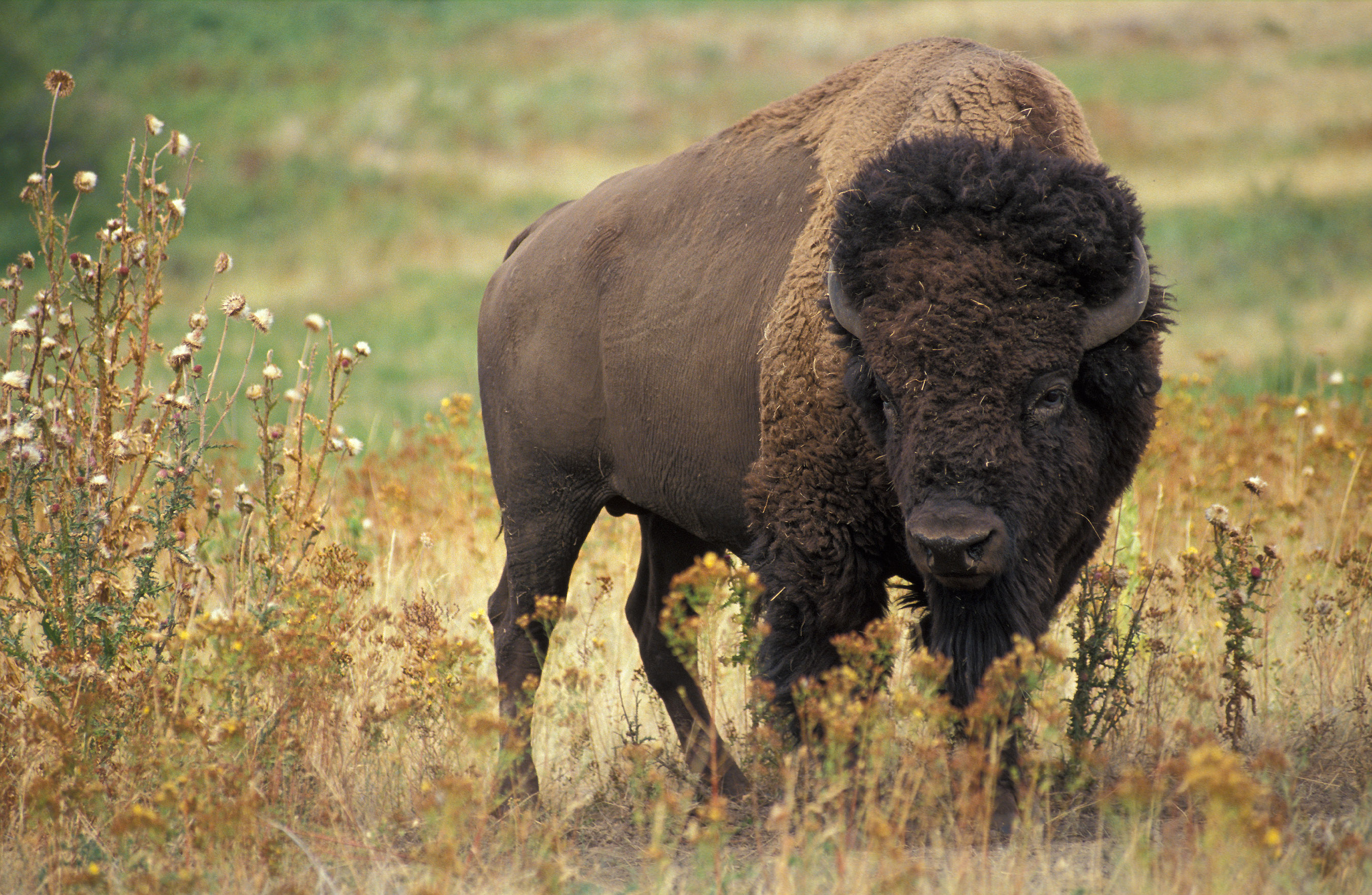
Amerikanischer Bison

Seit den 1850er Jahren waren die Bisons in den Vereinigten Staaten nahezu ausgerottet worden. Lebten in den 1830er Jahren noch geschätzte 30 Millionen Tiere in den Great Plains und bildeten sie die Grundlage für Ernährung und Kultur der Prärie-Indianer, wurden sie mit dem Bau der Eisenbahn fast vollständig vernichtet. Zunächst zur Versorgung der Eisenbahnarbeiter massenhaft geschossen, wurden sie bald Opfer eines durch die Eisenbahn ermöglichten Jagdtourismus. 1894 lebten nur noch rund 200 Tiere als die letzten freilebenden Bisons der Vereinigten Staaten im Yellowstone-Nationalpark. Obwohl sie durch das Gesetz geschützt waren, sank ihre Zahl durch Wilderei weiter bis zum Tiefststand 1902 mit nur noch 23 Tieren. Grinnell rief seit Anfang der 1890er Jahre in vielfältigen Publikationen zum Schutz der Art auf und organisierte politischen Druck auf das US-Innenministerium, bis die den Nationalpark betreuenden Armee-Einheiten in Fort Yellowstone die Abwehr von Wilderern zur Priorität machten und so die Grundlage für eine Erholung der Population legten.

### Der Glacier-Nationalpark

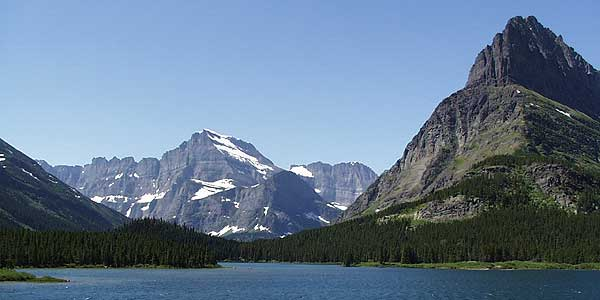
Lake Josephine mit Grinnell Peak (rechts) im Glacier-Nationalpark

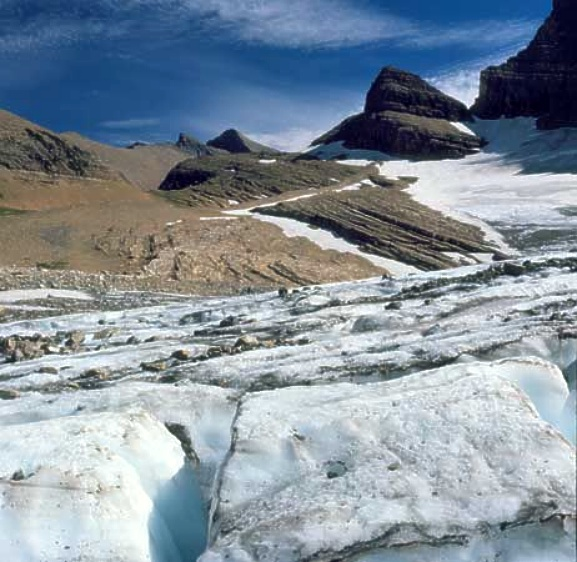
Grinnell Gletscher

Seit 1891 führte die Bahnlinie der Great Northern Railway am Marias Pass in der Lewis and Clack Forest Reserve über den Kamm der Rocky Mountains. Louis W. Hill, Sohn des Präsidenten der Great Northern Railway James J. Hill, wurde zum Verbündeten Grinnells bei der Forderung nach einem Nationalpark, da er sich vom Tourismus eine bessere Auslastung der Bahnlinie versprach. Grinnell argumentierte mit der Größe und Schönheit der Landschaft, die er in einem einflussreichen Artikel von 1901 als Crown of the Continent (Krone des Kontinents) bezeichnete. Aber er stellte auch den praktischen Nutzen dar, den ein Nationalpark am Hauptkamm der Rocky Mountains, der zugleich die Kontinentale Wasserscheide und somit der zentrale Quellbereich Nordamerikas war, für die Wasserqualität im Westen der Vereinigten Staaten hätte. 1910 hatte die langjährige Lobbyarbeit Erfolg, und der Kongress der Vereinigten Staaten machte den Norden der Rocky Mountains zum Glacier-Nationalpark. Ein Berg, zwei Seen, ein Bach und ein Gletscher im Park tragen heute den Namen Grinnells.
1911 gab Grinnell die Herausgeberschaft von Forests and Streams auf. 1919 wurde er Mitgründer und zeitweise Präsident der National Parks Association. 1920 schrieb er mit When buffalo ran ein weiteres Buch über die zentralen Themen seines Lebens. 1923 veröffentlichte er sein ethnografisches Hauptwerk The Cheyenne Indians in zwei Bänden über die Cheyenne und in der Folge historische Werke über Themen aus der Zeit des Wilden Westens. Er starb 1938 in New York City und wurde auf dem Woodland Cemetery in der Bronx begraben.

## Werk (Auswahl)
- Pawnee hero stories and folk-tales, with notes on the origin, customs and character of the Pawnee people, New York, Forest and stream publishing company, 1889.
- Blackfoot lodge tales; the story of a prairie people, New York, Scribner, 1892.
- Hunting in many lands; the book of the Boone and Crockett club. Herausgeber: Theodore Roosevelt, George Bird Grinnell. 	 New York, Forest and stream publishing company, 1895.
- The story of the Indian, New York, D. Appleton and company, 1895.
- The Indians of to-day, Chicago, New York, H.S. Stone and company, 1900.
- Harriman Alaska series in zwölf Bänden. Herausgeber: George Bird Grinnell. City of Washington : Smithsonian Institution, 1910–1914.
- Jack, the young ranchman; or, A boy’s adventures in the Rockies, New York, F. A. Stokes, 1899 (und sieben weitere Kinderbücher).
- When buffalo ran, New Haven, Yale University Press, 1920.
- The Cheyenne Indians, New Haven, Yale University Press, 1923.
- The fighting Cheyennes, New York, C. Scribner’s sons, 1915.
- Two great scouts and their Pawnee battalion; the experiences of Frank J. North and Luther H. North, pioneers in the great West, 1856-1882, and their defence of the building of the Union Pacific railroad, Cleveland, The Arthur H. Clark company, 1928.